# Indirana beddomii
Indirana beddomii är en groddjursart som först beskrevs av Albert Günther 1876.  Indirana beddomii ingår i släktet Indirana och familjen Ranixalidae. IUCN kategoriserar arten globalt som livskraftig. Inga underarter finns listade i Catalogue of Life.